# IE University
 (janvier 2020).
 (janvier 2020).
Si vous disposez d'ouvrages ou d'articles de référence ou si vous connaissez des sites web de qualité traitant du thème abordé ici, merci de compléter l'article en donnant les références utiles à sa vérifiabilité et en les liant à la section « Notes et références ».
IE University est une université privée espagnole dont les campus sont situés à Ségovie (Castille-et-León) et à Madrid.
Elle accueille une école de commerce européenne où sont délivrés des diplômes de type MBA, masters et bachelors. Les initiales « IE » signifient « Instituto de Empresa » (Institut d'entreprise), qui est l'école de commerce fondée en 1973 et incluse dans l'université.
IE University représente une extension du modèle éducatif d’IE Business School. Les formations sont axés sur le caractère entrepreneurial, l’expérience pratique, l’innovation technologique et la mobilité internationale.
Les programmes d’IE University sont en anglais et en espagnol et ses plans d’études sont adaptés à l’Espace européen de l'Enseignement supérieur (système BMD).

## Histoire
En janvier 2009, IE Business School, étend son offre académique à de nouvelles aires de connaissance grâce à un projet global d’éducation supérieure.
IE établit son nouveau campus à Ségovie, dans l’ancien couvent de Santa Cruz la Real, un bâtiment du XIIIe siècle, restauré au XVe.

## Étudiants

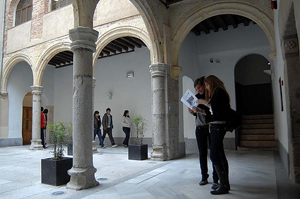
Étudiants dans l'un des cloîtres du campus

IE University compte 5600 étudiants de 130 nationalités sur son campus de Ségovie, et plus de 75 % d'étudiants non-espagnols ce qui en fait l’une des universités européennes les plus diversifiées.
IE University propose des programmes d’échange d’étudiants  et/ou de professeurs avec d’autres centres internationaux comme AA School of Architecture, Brown University, The University of Arizona, Universidad de Los Andes, Instituto Tecnológico de Monterrey, ou Politecnico di Milano.

## Campus

### Le Couvent de Santa Cruz la Real
Selon la vie de Saint Dominique  de Guzmán, la fondation du couvent de Santa Cruz fut la première de l’Ordre des Prédicateurs qui eut lieu en Espagne en 1218, deux ans à peine après la création de l’ordre des Dominicains.
Diego de Colemares, chroniqueur du XVIe siècle, ajoute que Saint Dominique fit pénitence à l’extérieur d’une grotte près de la rivière au nord de la ville, et que c’est là qu’il fonda l’ordre.
C’est aussi à cette époque que remonte le dévouement à la Sainte Croix selon Colemares et certains  documents du XIVe siècle.
Les monarques castillans, et Ferdinand et Isabelle (les Rois Catholiques) en particulier, montrèrent leur appui au couvent et  de là vient le titre de Santa Cruz “la Royale”.
La ville de Ségovie contribua également au développement du couvent mais la situation économique des dominicains ne devint aisée que lorsque les Rois Catholiques arrivèrent au pouvoir et  eurent le contrôle de l’Inquisition. Le couvent fut rebâti sur l’ancienne construction romane du XIIe siècle et  l’église actuelle, avec sa façade monumentale, fut érigée sous Frère Tomás de Torquemada, premier inquisiteur général et prieur de la communauté de la Sainte Croix.
La présence dominicaine perdura jusqu’en 1836, quand le ministre Mendizabal ordonna la sécularisation des couvents, et devint ensuite un hospice puis, plus récemment, une maison de retraite appartenant  au conseil municipal  de Ségovie.

### Aula Magna
L’église du couvent, œuvre du sculpteur et architecte espagnol du XVe siècle, Juan Guas, est un exemple architectural parfait de la dernière phase du gothique. Elle a été reconvertie en Aula Magna d’IE University. C’est là que l’université organise les remises des diplômes, des cérémonies internationales, des conférences et autres événements  importants de l’institution.

### Installations
Le campus se trouve à 5 minutes à pied de l’Aqueduc de Ségovie, sur la berge de l’Eresma, au pied de la muraille qui délimite le centre historique de la ville.
Le campus de IE University compte plus de 18 000 m2 et dispose d’un service de cafétéria, de bibliothèque, et de reprographie pour les étudiants.

### Sports
IE University a une situation privilégiée à 40 km de la Sierra de Madrid, où ses étudiants peuvent pratiquer de nombreuses activités en plein air comme la randonnée, le ski, le VTT et autres.
Il y a aussi des sports d’intérieur : natation, aérobic, spinning, yoga, pilates, capoeira, judo, taekwondo, kick-boxing, thai-boxing, tai-jitsu et karaté.
Des sports d’équipe : football, basketball, handball, badminton, tennis de table, notation.
Le Club d’activités parascolaires organise des voyages de ski en Europe, des événements sportifs partout en Espagne et des voyages à vélo et en bateau aux Pays-Bas.

## Bachelors
- Bachelor en Architecture[8]
- Bachelor en Business Administration[9]
- Bachelor en Communication[10]
- Bachelor en Droit[11]
- Bachelor en Psychologie[12]
- Bachelor en Tourisme[13]
- Bachelor en Relations Internationales
- Bachelor en Design
- Programme d'échange[14]
- Bachelor en Data Analytique

## Masters
IE University propose des Bachelors aussi bien que de nombreux Masters.
- IE Business School
  - Master of Business Administration (MBA)
  - Global MBA
  - Executive MBA
  - Master in Management (MIM)
  - Master in Finance (MiF)
  - Specialized Masters (Marketing, Digital, etc.)
  - DBA et PhD
  - Executive Education (IE-Chicago Booth School of Business)
- IE Law School
  - Executive LL.M. (IE-Northwestern University)
  - Master en Asesoría Fiscal de Empresas (LL.M.)
  - Master en Asesoría Jurídica (LL.M.) Part-Time
  - Master en Asesoría Jurídica de Empresas (LL.M.)
  - Master of Laws (LL.M.) in International Legal Practice
- IE School of Architecture
  - Master in Architectural Management and Design
- IE School of Arts & Humanities
  - Master in International Relations
- IE School of Biology
  - Master in Global Environmental Change
- IE School of Communication
  - Master in Corporate Communication
  - Master in Economics and Business Journalism
- IE School of Psychology
  - Master in Organizational Leadership

## Réseaux et MediaCampus
IE university est intégré à plusieurs réseaux sociaux comme YouTube, Facebook, Flickr, Twitter, en plus du propre réseau de la bibliothèque du campus.
IE University dispose de sa propre chaîne d’information : edutainment sur Itunes, et de son propre Media Campus où l’on trouve des vidéos et podcasts des différentes écoles.

## Classements internationaux
L'université est classée dans la catégorie "151-200" au classement de Shanghai de la catégorie "management".
Elle est classée 317ème université mondial au classement Top Universities.
En 2022,elle est classée 25ème au monde par le QS ranking dans la catégorie « Business Management ».